# Andreas Vollenweider
Andreas Vollenweider (Zúric, 4 d'octubre de 1953) és un músic, compositor i cantant suís de música new-age, que habitualment toca l'arpa. Ha col·laborat amb artistes com Bobby McFerrin, Carly Simon, Luciano Pavarotti, Carlos Núñez i Milton Nascimento, i el 1987 va rebre un premi Grammy al millor àlbum new-age per Down to the Moon. Vollenweider ha fet gires internacionals i produït catorze discos en una carrera que abasta quatre dècades.
A la dècada del 1980 va ser descrit com algú la "política (del qual) es dirigeix cap a l'esquerra, incloent el suport a Amnistia Internacional i Greenpeace". És un pacifista manifest i seguidor dels principis de la gestió de conflictes no violents de Mahatma Gandhi.

## Música i estil
El seu instrument principal és una arpa electroacústica modificada de disseny propi. però també toca una àmplia varietat d'instruments musicals de tot el món, incloent el guzheng xinès. En els seus àlbums hi apareixen diversos músics interpretant juntament amb ell les seves composicions, que van des de simples solos a suites per a orquestra i solistes. La seva música és sobretot instrumental, tot i que ocasionalment també ha fet incursions a la música vocal.
L'estil de Vollenweider ha estat descrit per The New York Times com "música atmosfèrica que gira, que evoca la natura, la màgia i contes de fades", però també com que teixeix "elements de la música clàssica i folk europea, els efectes vocals i percussius del Tercer Món i efectes de so naturals en suites cícliques". Vollenweider és percebut com un dels proveïdors del gènere new-age, tot i que els seus enregistraments inicials van aparèixer a la taula de Billboard de jazz. El compositor va trobar que "el que faig és realment una cosa molt antiga, una cosa molt "vella", perquè faig allò que la gent ha estat fent durant milers d'anys".

## Discografia

### Àlbums

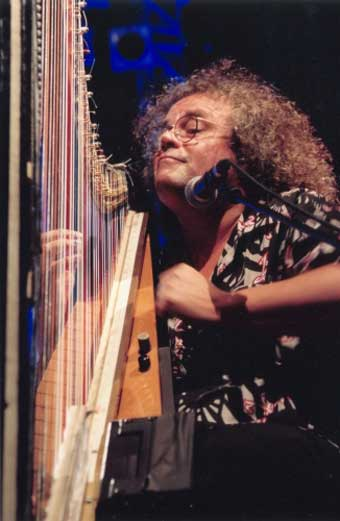
Andreas Vollenweider tocant l'arpa en una actuació.

- 1979: Eine Art Suite in XIII Teilen
- 1981: Behind the Gardens – Behind the Wall – Under the Tree
- 1983: Caverna Magica
- 1984: White Winds (Seeker's Journey)
- 1986: Down to the Moon
- 1989: Dancing with the Lion
- 1990: Traumgarten (col·laboració amb el seu pare, l'organista Hans Vollenweider)
- 1991: Book of Roses
- 1993: Eolian Minstrel
- 1997: Kryptos
- 1999: Cosmopoly
- 2004: Vox
- 2006: Midnight Clear (amb Carly Simon)
- 2009: AIR (amb Xavier Naidoo)

### Recopilatoris
- 1990: The Trilogy
- 1994: Andreas Vollenweider & Friends – Live 1982–1994
- 2005: The Essential Andreas Vollenweider
- 2005: The Storyteller
- 2005: Magic Harp
- 2006: The Magical Journeys of Andreas Vollenweider (banda sonora del DVD The Magical Journeys of Andreas Vollenweider)
- 2009: Andreas Vollenweider & Friends 25 Years Live 1982-2007

## Guardons
Premis
- 1987: Grammy al millor àlbum de new-age

Nominacions
- 1990: Grammy al millor àlbum de new-age
- 2007: Grammy al millor àlbum de new-age